# Lisa Blount
Lisa Suzanne Blount, född 1 juli 1957 i Fayetteville i Arkansas, död 27 oktober 2010 i Little Rock i Arkansas, var en amerikansk skådespelare och filmproducent. Som skådespelerska fick hon sitt genombrott i filmen En officer och gentleman 1982.
Hon avled av en blodsjukdom som hon ska ha haft i 17 år. Hennes sista roll som skådespelare var i det tilltänka pilotavsnittet Outlaw Country som filmades 2010 men gjordes om till en TV-film och lanserades 2012.